# Pool of Radiance
Vous lisez un « bon article » labellisé en 2016.
Pool of Radiance est un jeu vidéo de rôle développé et publié par Strategic Simulations (SSI) en 1988. Il est la première adaptation en jeu vidéo du jeu de rôle médiéval-fantastique Donjons et Dragons publié par TSR. Il est également le premier volet d'une série d’une douzaine de jeux vidéo de rôle, généralement désignée par le titre Gold Box, publiés par Strategic Simulations et basés sur le même moteur de jeu. Le jeu se déroule dans l’univers fantastique des Royaumes oubliés, un décor de campagne de Donjons et Dragons, dans lequel le joueur contrôle un groupe d’aventuriers recrutés pour défendre la cité portuaire de Phlan contre une invasion de créatures démoniaques.
Comme dans une partie standard de Donjons et Dragons, le joueur commence par créer un groupe d'aventuriers, qui peut inclure jusqu'à six personnages, dont il peut choisir la race, le sexe, la classe, les caractéristiques, l'alignement et l'apparence. Au début du jeu, il se voit confier la tâche d'aider les habitants de la cité à lutter contre les créatures qui ont pris le contrôle des alentours de la ville. Pour cela, le joueur explore différentes zones dans lesquelles il combat des bandes d'ennemis avant de finalement être confronté aux chefs de ces derniers. En progressant dans le jeu, les personnages contrôlés par le joueur gagnent de l'expérience, qui leur permet de devenir plus puissants. Le jeu utilise principalement une vue à la première personne, l'écran étant divisé en plusieurs parties pour afficher les informations. Pendant les combats, l'affichage bascule sur une vue de dessus en 2D isométrique.
À sa sortie, le jeu est salué par la presse spécialisée, qui met en avant la qualité de ses graphismes, sa grande variété de quêtes et son système de combat, et il décroche plusieurs récompenses dont l'Origins Award du meilleur jeu vidéo fantastique de 1988. Il connait également un important succès commercial avec plus de 260 000 copies vendues en Amérique du Nord, ce qui lui permet de devenir le jeu vidéo de rôle le plus vendu sur ordinateur 8 bits et le plus grand succès de Strategic Simulations, qui s’impose ainsi comme un éditeur d’envergure nationale. Rétrospectivement, Pool of Radiance est considéré comme l’un des jeux vidéo de rôle les plus importants de la fin des années 1980 avec The Bard's Tale. Les spécialistes jugent en effet que malgré son manque d’innovations, c’est un chef-d’œuvre qui surpasse tous les jeux dont il s’est inspiré et qui a réussi le pari de porter les règles de Donjons et Dragons sur ordinateur, pavant la voie à une série de jeux vidéo de rôle basés sur le même moteur de jeu, comme Curse of the Azure Bonds (1989), Secret of the Silver Blades (1990) et Pools of Darkness (1991).

## Trame

### Univers
Pool of Radiance prend place dans les Royaumes oubliés, un décor de campagne médiéval-fantastique du jeu de rôle Donjons et Dragons. L'action se déroule principalement dans la cité de Phlan et ses alentours, celle-ci étant située au nord de la Mer de Lune, le long de la rivière de Barren, entre les villes de Mulmastre et de Château-Zhentil.

### Contexte

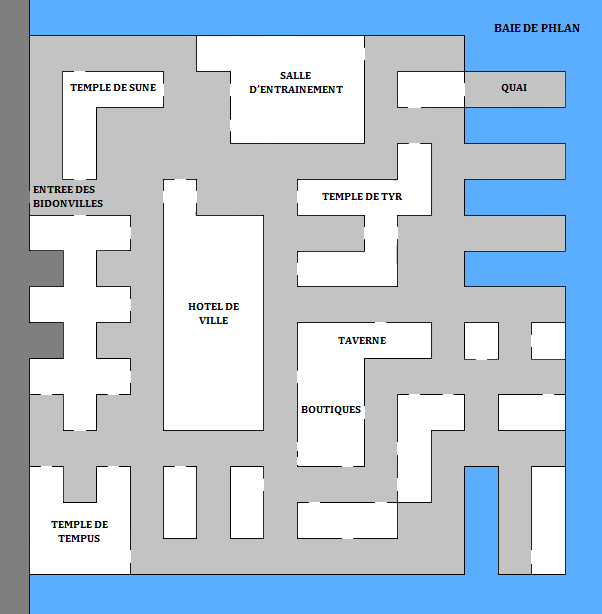
Plan du quartier civilisé de Phlan

L'ancienne cité commerciale de Phlan tombe en ruines. Seuls quelques quartiers restent habités par des humains, le reste de la ville étant sous l'emprise de créatures démoniaques. Pour éliminer ce fléau, le conseil de la ville décide de recruter des aventuriers pour déloger les créatures des ruines environnantes. Pour cela, il fait appel à des druides qu'il charge de répandre des rumeurs au sujet des richesses qui attendent les aventuriers acceptant de les aider. Ces rumeurs attirent notamment le groupe contrôlé par le joueur, qui décide de prendre la mer pour rejoindre Phlan,.

### Scénario
Au début du jeu, le navire des aventuriers accoste à Phlan où ils sont accueillis par un homme nommé Rolf qui leur présente les points d'intérêt de la cité tel que l'hôtel de ville, la salle d'entrainement et le temple. Lors de cette visite, ils apprennent notamment que les créatures qui rôdent dans les ruines sont sous les ordres d'une seule entité,. La découverte de la ville se termine à l'entrée des bidonvilles, où se déroule la première quête dont l'objectif est d'éliminer toutes les créatures qui y rôdent. Le groupe se rend ensuite sur l'île de Thorn dans le but de débarrasser la forteresse de Sokol Keep des morts-vivants qui l'occupent, ces derniers ne pouvant être vaincus que par la magie ou à l'aide d'armes en argent. La suite de l'aventure amène le groupe d'aventurier dans la région qui borde la Mer de Lune. Le groupe découvre alors qu'un esprit démoniaque, connu sous le nom de Tyranthraxus, a pris possession du corps d'un dragon et qu'il est la source des problèmes de la cité. Ils parviennent à le vaincre et libèrent ainsi Phlan de son influence démoniaque.

## Système de jeu

### Personnages

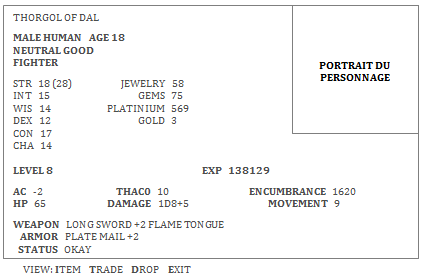
Schéma d'une fiche de personnage indiquant ses caractéristiques et son équipement.

Le système de jeu de Pool of Radiance est basé sur les règles du jeu de rôle Donjons et Dragons. Comme dans celui-ci, le jeu commence par une phase de création des personnages lors de laquelle le joueur peut choisir la race, le sexe, la classe, les caractéristiques, l'alignement et l'apparence de ces derniers. Six races — humain, elfe, nain, gnome, halfelin et demi-elfe — et quatre classes — guerrier, prêtre, magicien et voleur — sont ainsi disponibles dans le jeu,. Les personnages non humains ont de plus la possibilité d'être multi-classes, ce qui leur permet de disposer des capacités de plusieurs classes en même temps. Lors de la création d'un personnage, ses caractéristiques sont générées de manière aléatoire par l'ordinateur mais le joueur peut les ajuster s'il le souhaite. Le joueur choisit également l'alignement de ses personnages, c'est-à-dire sa philosophie morale, qui influence les réactions des personnages non joueurs face au groupe. Le joueur peut enfin personnaliser l'apparence et la couleur des icônes qui représentent chaque personnage. Alternativement, le joueur peut utiliser un groupe prédéfini, destiné aux joueurs débutants. Le groupe peut accueillir jusqu'à six personnages, deux places restant disponibles pour d'éventuels personnages non-joueurs.
En progressant dans le jeu, les personnages contrôlés par le joueur gagnent de l'expérience qui leur permet de devenir plus puissants. La quantité de points d'expérience dont ceux-ci disposent détermine le niveau du personnage, chaque passage à un niveau supérieur donnant accès à un entrainement qui permet de devenir plus puissant. Cet entrainement s'effectue dans une zone spécifique de la ville de Phlan. De plus, les magiciens peuvent apprendre des sorts en les transcrivant à partir de parchemins trouvés en explorant la région. Pour renforcer ses personnages, le joueur peut les équiper d'armes et d'armures qui se trouvent sur les ennemis morts au combat ou les acheter chez un des marchands de Phlan.

### Exploration

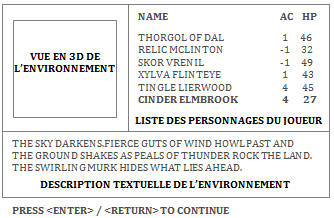
Schéma de l'interface d'exploration du jeu.

Lors des phases d'exploration, l'environnement s'affiche en trois dimensions avec un rectangle en haut à gauche de l'écran qui affiche ce que voit le groupe, le reste de l'écran étant occupé par des informations textuelles concernant le groupe et la zone explorée. Le joueur peut accéder à des menus pour donner des ordres à ses personnages : utiliser, échanger, acheter ou vendre un objet, parlementer avec un ennemi, et apprendre ou lancer un sort. Il peut observer les déplacements des personnages selon différents angles, incluant une vue aérienne. Le jeu utilise trois versions de chaque sprite pour indiquer la différence de distance qui sépare le groupe des prochaines rencontres.

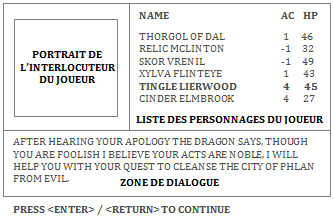
Schéma de l'interface de dialogue du jeu.

Dans les quartiers civilisés de Phlan, les personnages contrôlés par le joueur peuvent aller à plusieurs commerces dont une bijouterie, un vendeur d'objets sacrés et une armurerie dans laquelle ils peuvent acheter des armes et des armures. La cité abrite également trois temples, chacun dédié à une divinité. Ces temples permettent de soigner les aventuriers blessés, empoisonnés ou malades et le joueur peut y ressusciter un personnage mort au combat. En parcourant la ville, le groupe contrôlé par le joueur peut aussi faire affaire avec l'officier du conseil, pour lequel il peut être amené à accomplir des missions. Il peut recruter des aventuriers expérimentés pour accompagner son groupe. En écoutant les proclamations déclamées dans l'hôtel de ville et en discutant avec les personnages non joueurs rencontrés dans la cité, le joueur peut recueillir des informations pouvant se révéler utiles,. Certains récits racontés dans les tavernes de Phlan peuvent néanmoins se révéler erronés et conduire le groupe vers un grand danger.

### Combats

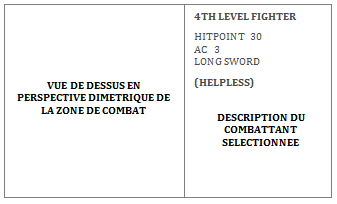
Schéma de l'interface de combat du jeu.

Lors des phases de combat, le jeu s'affiche en vue de dessus en perspective dimétrique. Le joueur peut alors décider quelles actions vont réaliser ses personnages à chaque tour, ces actions prenant effet immédiatement et non à la fin du tour comme c'est souvent le cas dans d'autres jeux de rôle. Optionnellement, le joueur peut laisser l'ordinateur décider des mouvements des personnages à chaque tour. Si les points de vie d'un personnage descendent en dessous de zéro, il doit être soigné par un autre personnage sous peine de mourir. Le groupe est susceptible de rencontrer des ennemis de manière aléatoire ; d'après le magazine Dragon, ces rencontres suivent le même schéma que les « tables de rencontre » dans Donjons et Dragons. Des options sont disponibles en fonction de la classe des personnages. Ainsi, un guerrier peut s'armer d'une arme de mêlée ou de tir à distance, les magiciens peuvent lancer des sorts et les voleurs peuvent attaquer un ennemi par derrière. Lorsqu’ils gagnent des niveaux, les guerriers deviennent capables d'attaquer plus d'une fois par tour et de « balayer » les ennemis proches, blessant ainsi plusieurs créatures d'un seul coup. Les magiciens peuvent mémoriser et lancer un certain nombre de sorts chaque jour. Une fois lancé, un sort doit à nouveau être mémorisé avant d'être réutilisé. Cela nécessite une heure de repos pour l'ensemble du groupe, lors de laquelle ils restent à leur campement. Ce repos permet également de soigner les personnages blessés,.

## Développement

### Acquisition de la franchiseDonjons et Dragons
Début 1987, Joel Billing, président de Strategic Simulations, est informé que TSR s’apprête à céder les droits de sa franchise la plus populaire, Donjons et Dragons, afin de l’adapter en jeu vidéo. Accompagné de Keith Brors, Chuck Kroegel, Victore Penman et Randy Berrett, il se rend au siège de TSR afin de présenter un projet susceptible de les convaincre de leur céder la franchise. Pour se démarquer des studios concurrents, incluant notamment Origin Systems et Electronic Arts, ils mettent en place une stratégie destinée à impressionner la direction de TSR. Ainsi, alors que les autres sociétés dans la course ne prévoient de faire qu’un jeu vidéo de rôle et, éventuellement une suite, ils proposent d’en réaliser une série. Ils annoncent également leur intention d’en tirer un jeu d'action, grâce à un partenariat avec le studio anglais U.S. Gold, ainsi qu’un logiciel destiné à assister un maître de donjon dans la création d’une partie du jeu de rôle sur table, soit au total, trois catégories de produits différents. Ils montrent également à TSR que Paul Murray et Keith Brors sont de vrais fans de jeu de rôle qui connaissent parfaitement l’univers de Donjons et Dragons. Impressionné, TSR décide un mois plus tard de leur confier les droits sur la franchise pour une période de cinq ans, avec une option pour deux années supplémentaires. Billing et son équipe ne perdent alors pas de temps et lancent immédiatement le développement d’un premier titre, baptisé  Pool of Radiance, basé sur Donjons et Dragons,,. En parallèle du développement, SSI développe ses activités dans le secteur des jeux sur consoles qui est alors en pleine expansion. L’équipe se rend donc au Japon où elle signe un accord avec Pony Canyon afin de publier des jeux basés sur Donjons et Dragons pour Nintendo. Celui-ci se révèle être un échec commercial mais permet tout de même à SSI d’obtenir un important apport d’argent, aussi bien de Pony Canyon que de U.S. Gold, qui l'aide à financer le développement de Pool of Radiance tout en permettant de payer TSR pour la franchise.

### Équipe de développement
- Concepteurs : Jim Ward, David Cook, Steve Winter et Mike Breault
- Responsable développement : Chuck Kroegel
- Développeurs : George MacDonald, Victor Penman, Paul Murray, Russ Brown et Dave Shelley
- Artistes : Tom Wahl, Fred Butts, Darla Marasco, Susan Halbleib, Maurice Molyneaux et Vince Reynolds
- Programmation : Keith Brors et Brad Myers
- Musique et effets sonores : David Warhol

Pool of Radiance est développé dans les bureaux de Strategic Simulations à Sunnyvale en Californie. Pour mener à bien le projet et livrer le jeu dans les délais, l’équipe de développement doit être considérablement renforcée et, dans les mois qui suivent la signature de l’accord avec TSR, ses effectifs passent de sept à vingt-cinq personnes. Dans ce cadre, le studio recrute notamment ses premiers artistes à plein temps, avec pour objectif de donner au jeu des graphismes dignes de la franchise Donjons et Dragons. Ce renforcement marque un tournant dans le développement des jeux vidéo de rôle sur ordinateur. Alors que jusqu’à cette époque, ils sont développés par de petites équipes de passionnés, Strategic Simulations applique de nouvelles méthodes pour réaliser Pool of Radiance, avec une hiérarchisation de l’équipe et des divisions spécialisées dédiées à chaque aspect du développement. L’équipe est ainsi supervisée par un chef de projet, Chuck Kroegel, qui doit notamment tenir TSR constamment informé de l’avancée du projet, afin d'éviter toute mauvaise surprise à la présentation du produit final, et s’assurer que les aspects du jeu s’intègrent bien dans l’univers des Royaumes oubliés,. De plus, outre des artistes, l’équipe compte deux programmeurs dédiés à la création du moteur de jeu et un écrivain se consacre à plein temps à la création du manuel du jeu. Au total, environ trente-cinq personnes prennent part au projet pendant les treize mois du développement,. Ces changements bousculent les habitudes des employés et créent des tensions au sein du studio. Devenus largement minoritaires, les développeurs assignés aux autres projets commencent à se sentir « rejetés » et une distinction ne tarde pas à apparaitre entre les employés qui travaillent à « Disneyland » (les projets liés à Donjons et Dragons) et ceux « exilés en Sibérie » (les autres). Le manque de place conduira la direction du studio à faire déménager ces derniers dans un autre bâtiment.

### Conception
Pour s’assurer que le potentiel de la franchise est correctement exploité, TSR s’implique énormément dans la conception de Pool of Radiance. Le scénario du jeu est ainsi créé comme un module du jeu de rôle sur table par trois des concepteurs les plus expérimentés de TSR – David Cook, Steve Winter et Mike Breault – sous l’égide d’un des vétérans de la société, Jim Ward. Ce sont également ces derniers qui choisissent l’univers du jeu, les Royaumes oubliés, qu’ils considèrent comme plus adapté que l’univers excentrique de Lancedragon. De plus, le décor de campagne des Royaumes oubliés n’est publié par TSR qu’après la signature de l’accord avec Strategic Simulations, ce qui leur permet de réserver une zone de la carte du monde pour le jeu vidéo. Afin de renforcer le lien entre le jeu de rôle sur table et le jeu vidéo, TSR prépare enfin des adaptations en roman et en jeu de rôle sur table du scénario de Pool of Radiance. Le module créé par TSR est transmis à Strategic Simulations en janvier 1988 afin que les développeurs l’implémentent dans le jeu. Pour les concepteurs de Strategic Simulations, la principale difficulté réside alors dans l'interprétation et l'adaptation en jeu vidéo des règles du jeu de rôle sur table. Ils se focalisent également sur les graphismes qu’ils souhaitent être aussi fidèle que possible à l'univers de la franchise malgré les limitations imposées par les ordinateurs de l'époque. Pour cela, l'équipe de développement s’appuie principalement sur le livre de règles de Donjons et Dragons ainsi que sur des suppléments à ce dernier comme Unearthed Arcana ou le bestiaire Monster Manual, dont elle s’inspire pour concevoir l’aspect des créatures qui apparaissent dans le jeu,. Enfin, la conception de la boîte du jeu est confiée à Louis Saekow, qui applique un aspect doré à son contour, qui donnera plus tard son nom à la série Gold Box.

### Programmation
Pour créer le moteur de jeu de Pool of Radiance, les développeurs s’appuient sur celui de Wizard's Crown et de sa suite, dont ils reprennent notamment le système de combats tactiques,,. Pour satisfaire TSR et les joueurs, ils doivent cependant se montrer beaucoup plus ambitieux et ce moteur ne leur sert que de point de départ pour créer l’écosystème logiciel du jeu, incluant un moteur de jeu multiplate-forme, un interpréteur, un langage de script et un éditeur de niveau. Le jeu est au départ développé sur Commodore 64, l’ordinateur sur lequel Strategic Simulations réalise à l’époque ses meilleures ventes, avant d’être adapté sur toutes les autres plateformes populaires de l’époque.

### Distribution
Alors que la sortie du jeu approche, rien ne garantit que Strategic Simulations dispose de ressources suffisantes, en matière de distribution et de promotion, pour assurer un bon niveau de ventes aux jeux basés sur Donjons et Dragons. En mai 1988, Billing parvient cependant à convaincre Electronic Arts, dont il connait le président – Trip Hawkins – depuis longtemps, de racheter 20 % de Strategic Simulations, ce qui donne au studio les finances suffisantes pour réaliser un important effort en matière de promotion. Strategic Simulations devient également un label affilié à Electronic Arts, ce qui lui permet de bénéficier de son important réseau de distribution.

## Versions
Pool of Radiance est publié par Strategic Simulations sur Commodore 64, Apple II et IBM PC en juin 1988,. Une version Atari ST est alors annoncée. Le jeu est ensuite porté sur Macintosh en 1989. Cette version propose une interface légèrement différente de celle du jeu originel et est développée pour fonctionner sur les Macintosh monochrome de l'époque comme le Macintosh Plus et le Macintosh Classic. L'écran y est divisé en plusieurs fenêtres — incluant la zone de jeu, une console de texte et une boussole — et l'écran de jeu est relativement petit par rapport à celui des autres versions. De plus, cette version dispose d'effets sonores mais pas de musique. Une version Amiga est publiée en 1991. Le jeu est ensuite porté sur PC-9800 dans une version couleur entièrement traduite en japonais. En avril 1992, le jeu est porté sur NES, sous le titre Advanced Dungeons and Dragons: Pool of Radiance.
La version originale de Pool of Radiance est livrée avec un livret de 28 pages qui retrace le développement du jeu et guide le joueur dans le processus de création des personnages. Le jeu inclut également un livret de 38 pages, baptisé Adventurer's Journal, fournissant des informations sur l'univers du jeu. Ce dernier contient notamment des tracts, des cartes et des informations que le joueur peut découvrir dans le jeu. Une roue de décodage est également livrée avec le jeu. Celle-ci est nécessaire pour débloquer le jeu et sert ainsi de système de protection contre la copie.
Pool of Radiance et d'autres jeux de la série Gold Box sont disponibles en téléchargement sur GOG.com depuis le 20 août 2015 dans une compilation intitulée Forgotten Realms: The Archives - Collection Two,.

## Accueil
| Pool of Radiance       |      |       |
| Média                  | Nat. | Notes |
| ACE                    | US   | 90 %  |
| Amiga Action           | US   | 79 %  |
| Commodore User         | US   | 90 %  |
| Computer + Video Games | US   | 90 %  |
| Dragon Magazine        | US   | 4.5/5 |
| Tilt                   | FR   | 17/20 |
| The Games Machine      | US   | 89 %  |
| Zzap!64                | US   | 80 %  |

### Ventes
Pool of Radiance se vend à 264 536 exemplaires en Amérique du Nord, soit trois fois plus que Heroes of the Lance, un jeu d’action également basé sur Donjons et Dragons publié la même année. Il devient ainsi le jeu vidéo de rôle le plus vendu sur ordinateur 8 bits et le plus grand succès de Strategic Simulations, les ventes de son guide stratégique (68 395 exemplaires) dépassant celles de tous les précédents titres publiés par le studio. Déjà reconnu pour ses précédents jeux de rôle comme Wizard's Crown et Phantasie, le studio devient un éditeur d’envergure nationale grâce au succès Pool of Radiance et de sa licence Donjons et Dragons.

### Critiques
Graphiquement, le jeu est généralement décrit comme une réussite. Les critiques mettent notamment en avant le bon rendu et la variété des décors, les couleurs bien choisies et la bonne réalisation des portraits des monstres, un des journalistes du magazine Computer Gaming World concluant que le jeu offre certains des meilleurs graphismes jamais vus dans un jeu de rôle fantastique,. Certaines critiques sont plus mitigées et regrettent notamment que les graphismes ne soient pas « à l'état de l'art » ou que les couleurs soient « un peu pâles »,. De leur côté, les effets sonores sont jugés « corrects » par la critique du magazine Tilt, un comparatif publié dans le même magazine expliquant qu’il est un des rares jeux de rôle de l'époque, avec Bard's Tale II et Galdregon's Domain, à proposer plus que de simples « bips »,. La critique du magazine ACE est moins enthousiaste et qualifie les bruitages comme étant « désastreux ». La réalisation technique du jeu est donc globalement considérée comme une réussite, certaines critiques soulignant néanmoins d’importants problèmes de ralentissement dus à des temps d’accès au disque jugés « trop lents » sur la version Commodore 64 du jeu,,.
D'après la preview de Computer Gaming World publiée en 1988, l'interface du jeu reprend des éléments de jeux de rôle plus anciens. La vue en trois dimensions (en haut à gauche de l'écran) est ainsi jugée identique à celles de Might and Magic ou de The Bard's Tale et la fenêtre qui affiche la liste des personnages est comparée à celle de Wasteland. La critique note également que l'utilisation d'un personnage pour représenter le groupe est tirée du jeu Ultima V. D'autres critiques soulignent également le manque d'originalité de son interface ou jugent qu'elle « n'est pas un modèle de clarté »,.
Le gameplay est jugé plus proche de Wizard's Crown, également développé par Strategic Simulations, que d'autres jeux vidéo de rôle. À ce niveau, la presse souligne qu’il est le premier jeu vidéo de rôle à proposer une adaptation « fidèle » des règles de Donjons et Dragons,. Cependant, ce système ne fait pas l’unanimité. Ainsi, des critiques jugent cette adaptation excellente et la considèrent comme indispensable pour tous les fans du jeu de rôle papier,. De son côté, l’une des critiques du magazine Computer Gaming World fait l’éloge du gameplay malgré son aversion pour le système de AD&D. Dans le même magazine, une autre critique juge au contraire que son adaptation trop fidèle du jeu de rôle sur table le dessert et ne lui permet pas de se hisser au niveau d’Ultima ou de Wizardry. Elle considère notamment que son système de combat très riche a tendance à rendre les combats un peu trop long,. D’autres critiques considèrent également que les combats prennent une place trop importante dans le jeu et regrettent que celui-ci ne propose pas plus d'énigmes. Outre son système de combat, les critiques mettent en avant l’univers gigantesque et immersif du jeu qui, d’après elles, promet de longues heures de jeu,.
Pool of Radiance est globalement acclamé par la presse spécialisée. Ainsi, le magazine ACE juge que malgré ses graphismes un peu datés, c'est un jeu vidéo admirable qui peut plaire aussi bien aux fans de Donjons et Dragons qu'aux joueurs recherchant un jeu capable de les captiver pendant de longues heures. La critique de Commodore User va plus loin et considère qu'il est « le meilleur jeu de rôle disponible sur Commodore 64 ». Si la critique du magazine Compute! explique que les rôlistes expérimentés ne « trouveront rien de nouveau » dans le jeu, il le recommande tout de même à tous ceux qui aiment « les donjons, les dragons et les drames ». De son côté, le journaliste de Computer and Video Games le décrit comme étant indispensable pour les fans de jeu de rôle et pour ceux qui souhaitent découvrir le genre. Les critiques du magazine Computer Gaming World ne sont pas aussi unanimes. En effet, si l'une d'elles le recommande chaudement à tous les fans de jeu de rôle fantastique, l'autre considère qu'il est desservi par son système trop fidèle à l'AD&D et par des combats souvent trop longs. Dans une rétrospective publiée dans le même magazine, un autre journaliste fait d'ailleurs écho de ce reproche en regrettant la place trop importante des combats dans le jeu, qu'il considère comme très bien conçus, et en concluant qu'une patience à toute épreuve est nécessaire pour en venir à bout. Les journalistes du magazine Dragon sont au contraire unanimes pour décrire le jeu comme excellent et le considèrent comme le titre phare du studio. Enfin, le journaliste du magazine Zzap!64 regrette qu'il mette trop l'accent sur les combats au détriment des énigmes.

### Récompenses
À sa sortie, il est bien accueilli par la presse spécialisée et obtient l'Origins Award du « meilleur jeu vidéo de fantasy ou de science-fiction » en 1988. En 1989, il est désigné comme le jeu de rôle de fantasy le plus populaire — devant Ultima V — par les lecteurs du magazine Dragon. La version Apple II est alors considérée comme la meilleure, suivie des versions PC puis Commodore 64. Les lecteurs soulignent notamment la fidélité de son adaptation des règles de Donjons et Dragons, ses graphismes et son interface intuitive. En 1989, il est aussi sélectionné par la RPGA dans la catégorie « meilleur jeu vidéo de l'année ». En 1990, les lecteurs de Computer Gaming World lui attribuent la cinquième place dans le classement des meilleurs jeux de tous les temps.

### Rétrospectives
Dans une rétrospective publiée en 2004 sur le site GameSpy sous le titre A History of D&D Video Games, la critique juge que si le jeu a quelques défauts, comme des temps de chargement très longs, une interface étrange et une limite de niveau trop basse, il reste une énorme aventure qui a posé les fondations pour une série de jeux vidéo désignée sous le titre Gold Box. Le journaliste du site GameSpot fait le même constat et ajoute qu’avec Pool of Radiance, Strategic Simulations a réussi le pari de porter les règles de Donjons et Dragons en jeu vidéo grâce notamment à ses graphismes détaillés, sa grande variété de quêtes et de trésors et son système de combat tactique, et malgré le faible nombre de classes disponibles.  De son côté, Stan Stepanic écrit pour le site GameFreaks une critique très positive de la version NES du jeu dans laquelle il note qu'il est génial de voir ce type de jeu vidéo sur NES puisqu'il n'existe aucun jeu de ce calibre à l'époque. Il souligne en effet le fait que les jeux vidéo visaient alors un public plus jeune et que Pool of Radiance est un des rares jeux vidéo destiné à un public adulte. Il conclut ainsi que « si vous êtes un vrai fan de jeu de rôle, c'est un jeu pour vous et vous serez complètement impressionné et absorbé ».

## Postérité

### Importance
Pool of Radiance est considéré comme l’un des jeux vidéo de rôle les plus importants de la fin des années 1980 avec The Bard's Tale,. En effet, si le jeu n’a rien d’innovant, puisqu’il reprend des éléments de ses nombreux prédécesseurs, il reste décrit comme un chef-d’œuvre surpassant tous les jeux dont il s’est inspiré,. Le jeu est également considéré comme une des meilleures adaptations en jeu vidéo du jeu de rôle Donjons et Dragons, le journaliste Matt Barton du site Gamasutra le comparant à Eye of the Beholder, Baldur's Gate et Neverwinter Nights,,. Le site GameSpot fait le même constat en expliquant qu’avec lui, Strategic Simulations a réussi le pari de porter les règles de Donjons et Dragons en jeu vidéo. Pool of Radiance marque également un tournant dans la manière dont sont développés les jeux vidéo de rôle sur ordinateur. Alors que jusqu’à cette époque, ils sont développés par de petites équipes de passionnés, Strategic Simulations applique en effet des méthodes plus modernes pour réaliser le jeu, avec une hiérarchisation de l’équipe et des divisions spécialisées dédiées à chaque aspect du développement. Il marque aussi le début d’une excellente série de jeux vidéo, développée par SSI et désignée par le titre Gold Box, qui a fortement contribué à populariser la licence Donjons et Dragons dans le monde du jeu vidéo,. Enfin, son succès a poussé TSR à publier un roman et un module  pour son jeu de rôle sur table Donjons et Dragons, adaptés du jeu vidéo.

### Suites
Pool of Radiance est le premier volet d'une série d’une douzaine de jeux vidéo de rôle, généralement désignée par le titre Gold Box, publiés par Strategic Simulations et basés sur le même moteur de jeu. Il est également le premier d'une série de quatre jeux vidéo de rôle qui se déroulent dans le décor de campagne Donjons et Dragons des Royaumes oubliés. Il est ainsi suivi de Curse of the Azure Bonds (1989), de Secret of the Silver Blades (1990) et de Pools of Darkness (1991). Bien qu’il ne soit pas considéré comme une suite, Hillsfar, développé par Westwood Associates et publié en 1989 par SSI, est souvent associé à Pool of Radiance, les critiques le décrivant à l'époque comme une aventure additionnelle pour les joueurs qui souhaitent prendre les chemins de traverse en attendant une véritable suite,. Un joueur peut en effet importer des personnages de Pool of Radiance dans Hillsfar, même si ces derniers doivent alors recommencer au niveau de base et ne peuvent conserver leur équipement. Comme ceux de Pool of Radiance, les personnages de Hillsfar peuvent être exportés vers Curse of the Azure Bonds,,.
En 2001, le jeu a bénéficié d’une suite, baptisée Pool of Radiance: Ruins of Myth Drannor, développée par Stormfront Studios et publiée par Ubisoft. Elle se déroule dans le même décor de campagne que ses prédécesseurs mais se distingue de ces derniers par l’utilisation d’un nouveau moteur de jeu et des règles de la troisième édition de Donjons et Dragons. D’après la plupart des critiques, le jeu est un désastre, notamment à cause de ses horribles graphismes et de ses nombreux bugs, ce qui lui vaut d’être désigné comme un des plus mauvais jeux vidéo de rôle de tous les temps.

### Adaptations
Le module Ruins of Adventure pour Donjons et Dragons, publié par TSR en 1988, adapte en jeu de rôle sur table celui créé par Jim Ward, David Cook, Steve Winter et Mike Breault pour Pool of Radiance,. Celui-ci utilise le même décor de campagne, les Royaumes oubliés, et les mêmes personnages que le jeu vidéo et contient quatre scénarios qui, reliés entre eux, retracent l'ensemble de l'histoire racontée dans Pool of Radiance,. Un roman inspiré du jeu, intitulé Pool of Radiance (Fontaine de lumière en version française) et écrit par James M. Ward, est publié en 1989. Dans celui-ci, cinq aventuriers se retrouvent dans la situation « peu enviable » de devoir défendre une cité menacée de tomber en ruine contre une puissance démoniaque,.